# Gladiátoři druhohor
Gladiátoři druhohor - strhující příběhy z doby dinosaurů je kniha českého spisovatele, cestovatele a amatérského badatele Ing. Jaroslava Mareše (1937-2021). Po jeho velmi úspěšné knize Záhada dinosaurů z roku 1993 je tato z roku 2001 jeho druhým dílem s tematikou dinosaurů. Vyšla v nakladatelství Filip Trend, má pevnou vazbu a celkem 222 stran.

## Charakteristika
Jedná se o soubor kratších povídek, zasazených do období druhohor a nejstarších třetihor. Hlavními protagonisty jsou dinosauři, ale setkáme se zde i s jejich více či méně vzdálenými vývojovými "bratranci" (ptakoještěři, ichtyosauři, mosasauridi, terapsidi apod.). Povídky jsou řazeny chronologicky a začínají v období nejstarších druhohor (asi před 250 miliony let). Jsou dotaženy až do doby před zhruba 60 miliony let, kdy již podle většiny odborníků měli být neptačí dinosauři vyhynulí (s čímž autor nejspíš nesouhlasí). Některé doklady z poslední doby však skutečně nasvědčují tomu, že i neptačí dinosauři mohli na některých místech přežít vymírání na konci křídy.